# Sudamérica Rugby
Sudamérica Rugby (dawniej CONSUR) – międzynarodowa organizacja zrzeszająca krajowe związki sportowe w rugby union z Ameryki Południowej oraz części Ameryki Środkowej, jedna z sześciu regionalnych federacji stowarzyszonych z World Rugby odpowiedzialna za organizację rozgrywek międzynarodowych w tej części świata.
Organizacja powstała w 1988 roku jako Confederación Sudamericana de Rugby, w lipcu 2015 roku zmieniła nazwę na obecną.
W czerwcu 2012 roku został wybrany na czteroletnią kadencję nowy zarząd z Carlosem Barbieri na czele, jego następcą został w lipcu 2016 roku Marcelo Rodríguez. Pod koniec marca 2018 roku został on jednak szefem UAR, a zastąpił go Sebastián Piñeyrúa będący pierwszym w historii przewodniczącym spoza Argentyny.

## Członkowie
Członkami organizacji jest czternaście krajowych związków rugby.
| Państwo                                   | Związek                           |
| Pełni członkowie World Rugby              | Pełni członkowie World Rugby      |
| ----------------------------------------- | --------------------------------- |
| Argentyna                                 | Unión Argentina de Rugby          |
| Brazylia                                  | Confederação Brasileira de Rugby  |
| Chile                                     | Federación de Rugby de Chile      |
| Kolumbia                                  | Federación Colombiana de Rugby    |
| Paragwaj                                  | Unión de Rugby del Paraguay       |
| Peru                                      | Federación Peruana de Rugby       |
| Urugwaj                                   | Unión de Rugby del Uruguay        |
| Wenezuela                                 | Federación Venezolana de Rugby    |
| Członkowie stowarzyszeni World Rugby      |                                   |
| Gwatemala                                 | Asociación Guatemalteca de Rugby  |
| Kostaryka                                 | Federación de Rugby de Costa Rica |
| Pełni członkowie Sudamérica Rugby         |                                   |
| Panama                                    | Unión Panameña de Rugby           |
| Salwador                                  | Federación Salvadoreña de Rugby   |
| Członkowie stowarzyszeni Sudamérica Rugby |                                   |
| Ekwador                                   | Federación Ecuatoriana de Rugby   |
| Nikaragua                                 | Federación Nicaragüense de Rugby  |

## Organizowane rozgrywki
- Mistrzostwa Ameryki Południowej w rugby union mężczyzn
- CONSUR Sevens
- CONSUR Women’s Sevens